# Heteropterna montana
Heteropterna montana är en tvåvingeart som beskrevs av Loïc Matile 1990. Heteropterna montana ingår i släktet Heteropterna och familjen platthornsmyggor. Inga underarter finns listade i Catalogue of Life.